# Dendera

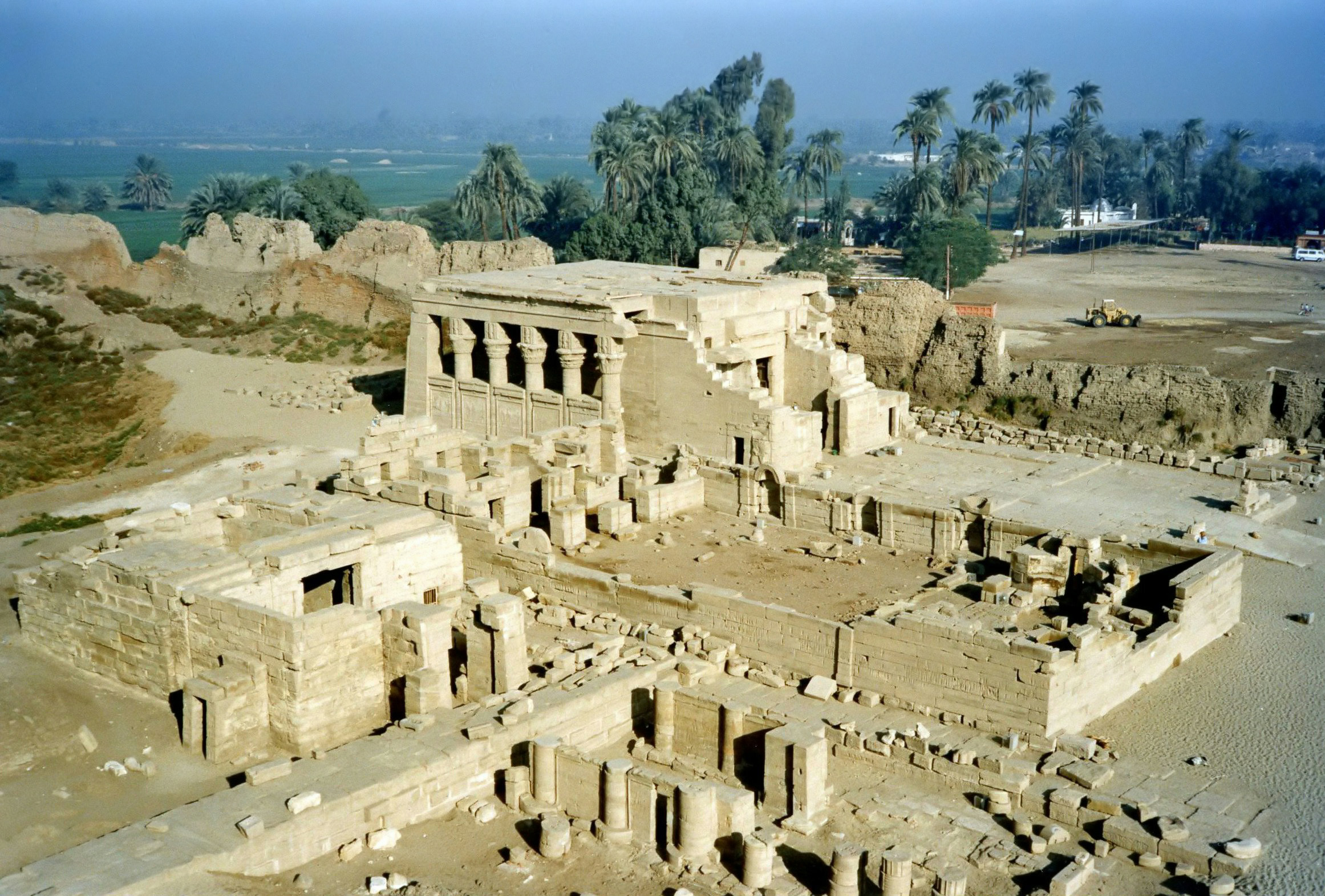
Complexo de Dendera

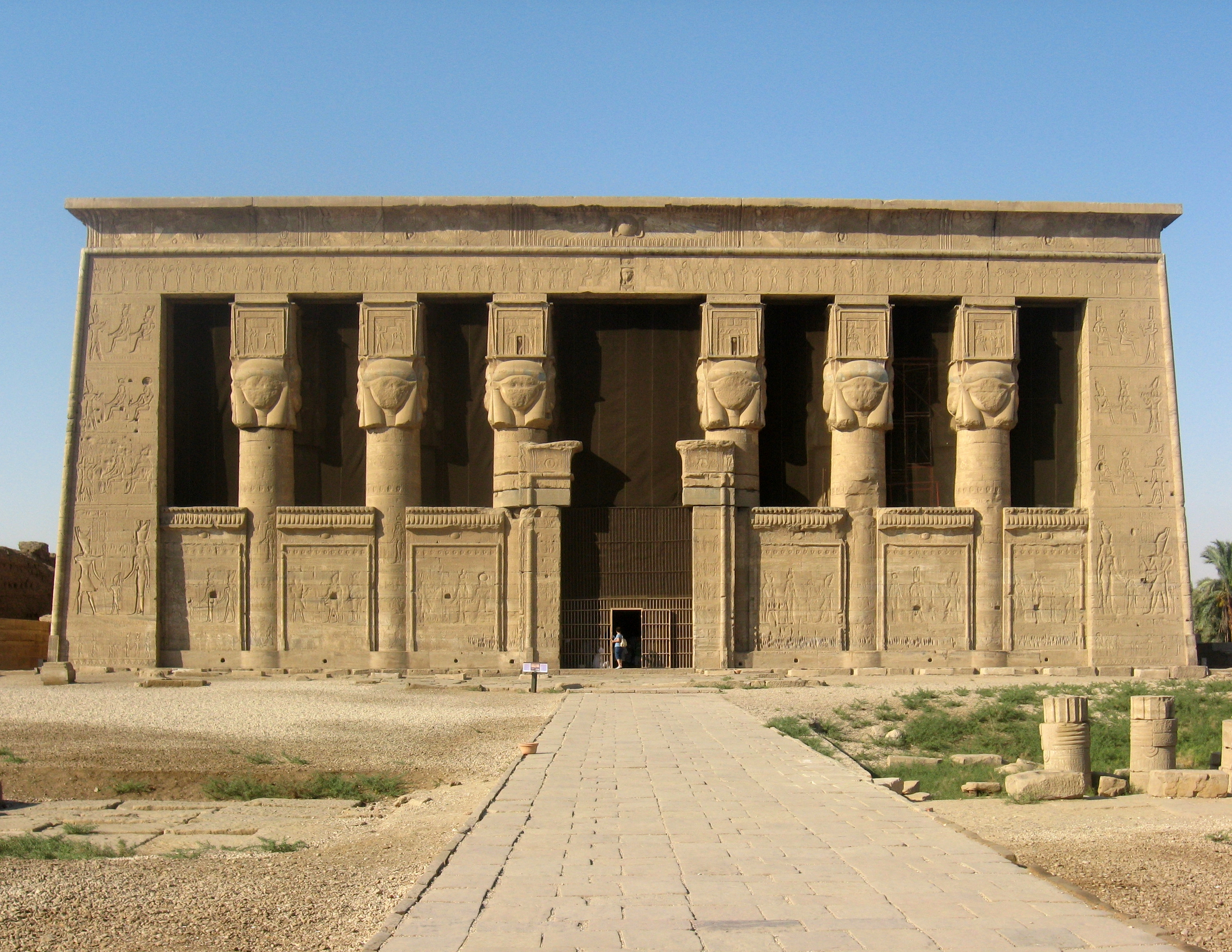
Entrada do templo

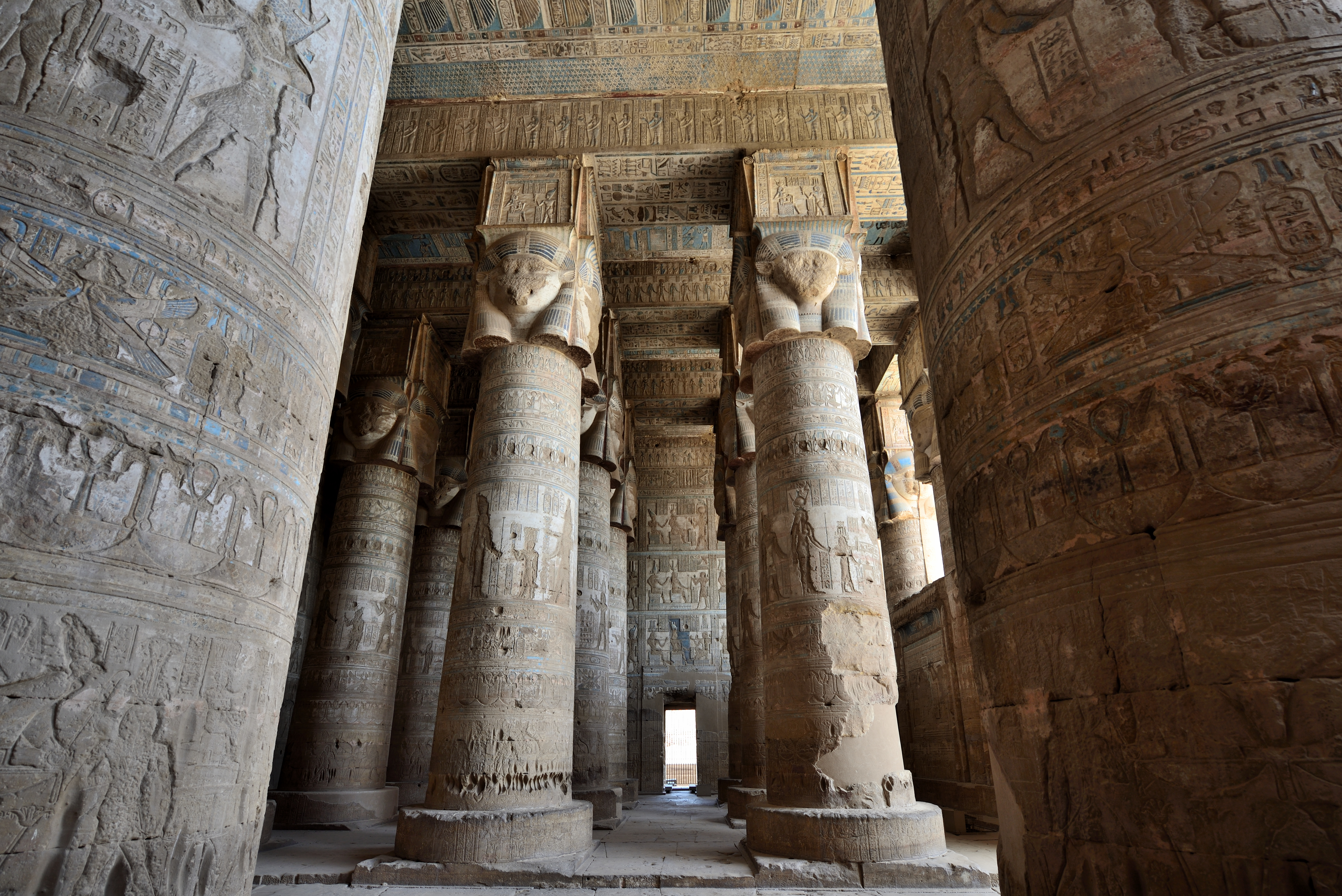
Interior do templo

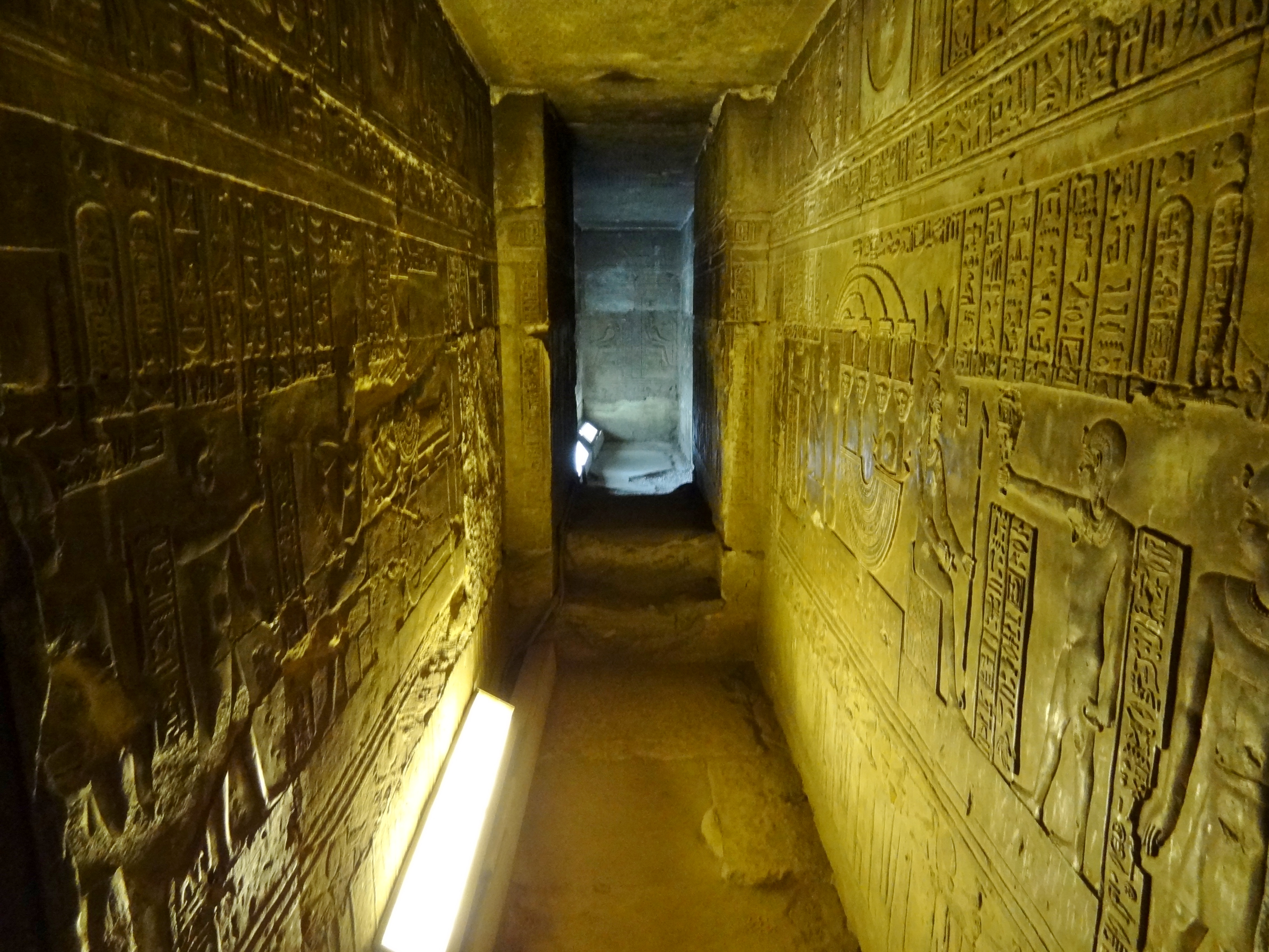
Cripta de Dendera

Dendera (em árabe: دندرة) ou Dandara (também chamada em fontes antigas de Belzoni e, na Antiguidade, conhecida como de Tentyra) é uma pequena cidade do Egito, localizada na margem ocidental do Nilo, a cerca de cinco quilômetros a sul de Quena, na margem oposta do rio.

## História
Num local relativamente isolado, à beira do deserto e a 2,5 quilômetros da cidade atual, está um complexo de templos greco-romanos pelo qual Dendera se celebrizou, conhecido no Egito Antigo como Iunet ou Tantere. A cidade árabe atual foi construída sobre o sítio da antiga Ta-ynt-netert, que significa "Aquela do Pilar Divino". Tentyra é a forma grega de seu nome. Foi capital do sexto nomo (nome dado às províncias faraônicas) do Alto Egito, e também era conhecida como Nikentori ou Nitentori, que significa "madeira de salgueiro" ou "terra de salgueiro". Outras teorias sobre o nome sugerem que ele teria sido derivado do nome da deusa do céu e da fertilidade, Hator, também associada com a deusa grega Afrodite, que tinha um culto especial ali. O crocodilo, considerado uma divindade local na cidade, também era cultuado como tal em outras cidades egípcias, o que deu origem a diversos conflitos, especialmente com Ombos.
Situada na antiga província romana da Tebaida II, a cidade é até hoje uma sé titular da Igreja Católica, sufragânea de Ptolemais Hermiou. Pouco se conhece da prática do cristianismo na região, e sabe-se o nome de apenas dois bispos antigos: Pacômio (Pachymius), companheiro de Melece no início do século IV, e Serapião ou Aprião (Serapion ou Aprion), contemporâneo e amigo do monge São Pacômio, em cuja diocese localizava-se o célebre convento de Tabennisi.
A cidade se tornou a Denderah árabe durante o fim do Império Otomano, e dominava os 6000 habitantes de Quena.

## Templo
O complexo do Templo de Dendera, que contém o templo de Hator, bem como representações da chamada Lâmpada de Dendera, é um dos templos mais bem preservados - se não o melhor - de todo o Egito. Todo o complexo cobre cerca de 40.000 metros quadrados, e é cercado por um robusto muro feito de tijolos de barro. O edifício atual data do período ptolemaico, e foi finalizado pelo imperador romano Tibério, porém se encontra sob os alicerces de edifícios mais antigos, que datam desde pelo menos a época de Quéops, segundo rei da IV dinastia (c. 2613 - c. 2494 a.C.). No complexo também se encontram mammisi dos períodos faraônico e romano, ruínas de uma igreja copta, e uma pequena capela dedicada a Ísis que data do período romano ou ptolemaico. A região em torno do templo foi amplamente planificada e conta atualmente com um centro de visitantes, um bazar e um pequeno café.